# Courage (Céline Dion)
Courage è il ventisettesimo album in studio (e dodicesimo in lingua inglese) della cantante canadese Céline Dion, pubblicato il 15 novembre 2019 su etichetta discografica Columbia Records.

## Promozione
Céline Dion ha annunciato il disco il 3 aprile 2019. A giugno ha pubblicato Flying on My Own come traccia promozionale, mentre il successivo 18 settembre sono uscite allo stesso tempo altre tre canzoni dell'album (Imperfections, Lying Down e Courage). Imperfections è stata scelta come primo singolo radiofonico, venendo mandata in rotazione in Italia e negli Stati Uniti poche settimane dopo, mentre Lying Down è diventata il singolo radiofonico per il Regno Unito. Due giorni prima dell'uscita dell'album è stato pubblicato il video musicale di Courage, che però non è stata mandata in rotazione radiofonica.
Insieme all'album, la cantante ha anche annunciato il Courage World Tour, tournée in supporto al disco, avviato il 18 settembre 2019 a Québec. Il tour si snoda in 121 spettacoli in Nordamerica, Europa e Medio Oriente. Inizialmente pianificato fino al 18 settembre 2020, le date successive all'8 marzo sono state tutte rimandate al 2021 a causa della pandemia di COVID-19.

## Tracce
1. Flying on My Own – 3:32 (Jörgen Elofsson, Liz Rodrigues, Anton "Hybrid" Mårtensson)
2. Lovers Never Die – 2:51 (Johan Carlsson, Ross Golan, Dan Wilson)
3. Falling in Love Again – 3:51 (Skylar Grey)
4. Lying Down – 3:58 (David Guetta, Giorgio Tuinfort, Sia Furler)
5. Courage – 4:14 (Stephan Moccio, Erik Alcock, Liz Rodrigues)
6. Imperfections – 3:59 (Ari Leff, Michael Pollack, Nicholas Perloff-Giles, Dallas Koehlke)
7. Change My Mind – 3:01 (Björn Yttling, Laura Pergolizzi, Jon Levine)
8. Say Yes – 3:32 (Jörgen Elofsson, Liz Rodrigues)
9. Nobody's Watching – 3:12 (Jörgen Elofsson, Liz Rodrigues)
10. The Chase – 3:49 (Craig McConnell, Jessica Mitchell, Liz Rodrigues)
11. For the Lover That I Lost – 2:54 (Sam Smith, Mikkel Eriksen, Tor Hermansen, James Napier)
12. Baby – 3:34 (Sia Furler, Greg Kurstin, Maureen "Mozella" McDonald)
13. I Will Be Stronger – 3:27 (Francis "Eg" White)
14. How Did You Get Here – 4:21 (Nikki Grier, The Stereotypes, 9AM, Erik Alcock, Liz Rodrigues, Khalil Abdul-Rahman Hazzard, Calum Armand Maurice Brockie)
15. Look at Us Now – 3:18 (Steph Jones, Brandon Treyshun Campbell, Andrew Wells)
16. Perfect Goodbye – 3:28 (Max Wolfgang, Freddy Wexler, Corey Sanders)

Edizione deluxe
1. Best of All – 3:23 (Francis "Eg" White, Ben Earle)
2. Heart of Glass – 3:31 (Sia Furler, Greg Kurstin)
3. Boundaries – 3:22 (Stephan Moccio, Maty Noyes)
4. The Hard Way – 3:24 (Jessica Karpov, Whitney Phillips, Greg Wells)

Edizione giapponese
1. Soul – 3:14 (Tina Parol, Jason Wade)

## Successo commerciale
Courage ha debuttato alla vetta della Billboard 200 statunitense con 113.000 unità vendute nella sua prima settimana, di cui 109.000 vendite pure, 3.000 "stream-equivalent albums" e 1.000 "track-equivalent albums". Le vendite sono state aiutate anche dalla possibilità di acquistare l'album insieme ai biglietti per il Courage World Tour. Si tratta del quinto album numero uno negli Stati Uniti per Céline Dion, il primo da A New Day Has Come (2002). La settimana successiva l'album ha perso 110 posizioni, precipitando al 111º posto della Billboard 200 e registrando così la più grande caduta dal primo posto della classifica nel 2019, e la seconda nella storia dietro a This House Is Not for Sale dei Bon Jovi l'anno precedente. Il tonfo è dovuto principalmente al fatto che la maggior parte delle vendite nella prima settimana provenissero dal pacchetto con i biglietti per il tour, e dai bassi ascolti sulle piattaforme di streaming.
In Canada, paese natale della cantante, Courage ha debuttato al primo posto della classifica Billboard Canadian Albums con 55.000 unità di vendita totalizzate, di cui 53.000 copie pure, e 28.000 nella sola provincia del Québec. È il quindicesimo album numero uno in Canada per la cantante. Nella seconda settimana il disco è sceso alla seconda posizione della classifica canadese, aggiungendo 8.300 vendite al suo totale, mentre nella terza ha perso un'altra posizione, pur risultando primo nella classifica delle vendite pure, con altre 6.300 unità vendute. Al 2 gennaio 2020, Courage ha totalizzato 93.000 unità di vendite in Canada, risultando il terzo album di un artista canadese più popolare del 2019 nel paese. Inoltre, con 83.000 copie pure vendute, di cui 78.000 in formato CD, Courage è stato l'album più acquistato in Canada nel 2019.
Nella Official Albums Chart britannica il disco ha debuttato al 2º posto con 18.946 unità vendute nella prima settimana. La settimana successiva è sceso al 13º posto con altre 8.804 vendite totalizzate. In Francia, altro mercato tradizionalmente forte della cantante, Courage ha aperto al 2º posto della classifica che conta vendite e stream, e al primo di quella di sole vendite, con 23.000 copie pure vendute nella prima settimana. La settimana dopo ha aggiunto altre 10.800 vendite al suo totale, scendendo alla 7ª posizione della classifica generale e alla 5ª di quella di sole vendite. Ha totalizzato 77.000 unità di vendita nel 2019 sul suolo francese. In Australia Courage ha debuttato alla 2ª posizione, diventando il decimo album della cantante a raggiungere la top ten.

## Classifiche

### Classifiche settimanali
| Classifica (2019-20) | Posizione massima |
| -------------------- | ----------------- |
| Australia            | 2                 |
| Austria              | 4                 |
| Belgio (Fiandre)     | 3                 |
| Belgio (Vallonia)    | 1                 |
| Canada               | 1                 |
| Croazia              | 4                 |
| Danimarca            | 23                |
| Finlandia            | 13                |
| Francia              | 2                 |
| Germania             | 4                 |
| Giappone             | 49                |
| Grecia               | 14                |
| Irlanda              | 5                 |
| Italia               | 10                |
| Norvegia             | 16                |
| Nuova Zelanda        | 5                 |
| Paesi Bassi          | 10                |
| Polonia              | 6                 |
| Portogallo           | 5                 |
| Regno Unito          | 2                 |
| Repubblica Ceca      | 11                |
| Slovacchia           | 53                |
| Spagna               | 11                |
| Stati Uniti          | 1                 |
| Sudafrica            | 10                |
| Svezia               | 30                |
| Svizzera             | 1                 |
| Ungheria             | 11                |

### Classifiche di fine anno
| Classifica (2019) | Posizione |
| ----------------- | --------- |
| Belgio (Fiandre)  | 118       |
| Belgio (Vallonia) | 35        |
| Francia           | 53        |
| Svizzera          | 65        |
| Classifica (2020) | Posizione |
| Belgio (Vallonia) | 178       |
| Canada            | 25        |